# Constantin de Gaeta
Constantin a fost primul hypatus de Gaeta cunoscut în istorie, el ocupând această funcție de la anul 839 până când dispare din mențiuni în mod brusc, în 866. Datorită acestei dispariții subite, se presupune că ar fi fost depus pe căi violente de către succesorul său, Docibilis I. 
Constantin a fost fiul lui Anatolius. În timpul ocupării funcției de hypatus, el l-a asociat pe fiul său, Marin I acordându-i titlul de comes. Fără îndoială, Constantin a fost un agent al Imperiului Bizantin, care a deținut inițial castelul din Gaeta al prefectului napolitan Theodosie, care era ginerele Elisabetei, soră a lui Constantin.
În anul 842, forțele sarazinilor au încercat să captureze Ponza, însă au fost respinși de către o flotă combinată a creștinilor din sudul Italiei, la care a participat și Constantin, alături de ducele Sergiu I de Neapole.